# The Voice Senior
The Voice Senior war eine deutsche Musik-Castingshow für Kandidaten ab 60 Jahren, die auf dem Konzept der Show The Voice basiert.
Die erste Staffel wurde vom 23. Dezember 2018 bis zum 4. Januar 2019 in Sat.1 ausgestrahlt. Die Moderatoren und Jurymitglieder waren bereits aus der Hauptshow bekannt, die Präsentation übernahmen Thore Schölermann und Lena Gercke.

## Konzept
Am 17. Dezember 2017 gab Sat.1 bekannt, dass man ein spezielles Format für Sänger und Sängerinnen über 60 Jahre mit dem Titel The Voice Senior von Talpa produzieren werde. Der Showverlauf basiert wie die Show The Voice of Germany auf dem Konzept des Originals The Voice, allerdings sind nur vier Folgen vorgesehen.
Blind Auditions
Die Teilnehmer singen in der ersten Phase, den „Blind Auditions“, vor der Jury und dem Livepublikum einzeln vor. Da die Jurymitglieder mit dem Rücken zur Bühne sitzen, können sie die Künstler nur hören und nicht sehen. Durch das Drücken des roten Knopfes („buzzern“) dreht sich der Stuhl in Richtung Bühne, somit bekunden die einzelnen Juroren ihre Bereitschaft, den Sänger bzw. die Sängerin in ihr Team aufnehmen zu wollen. Erhält der Kandidat mehrere Jurystimmen, trifft er selbst die Entscheidung, von welchem Coach er weiterhin unterstützt werden will.
Sing Offs
Bei The Voice Senior singen alle Kandidaten, die in den Auditions erfolgreich waren, ein persönliches Lied. Aus ihrem Team nominiert der/die Coach zwei Kandidaten für das Finale.
Finale
In der letzten Phase, dem Finale, treten die letzten zwei Kandidaten zuerst innerhalb ihres Teams gegeneinander an. Der entsprechende Coach trifft darauf die Entscheidung, welches Talent in die letzte Voting-Runde einzieht. In der letzten Runde singt jeder Teamsieger erneut ein Lied, diesmal bestimmen die Fernsehzuschauer mittels Televoting, wer der The Voice Senior-Sieger wird.

## Staffeln

### Übersicht der Staffeln
Legende
_ Team Mark
_ Team BossHoss
_ Team Yvonne
_ Team Sasha
_ Team Michael Patrick
| Staffel | Folgen | Premiere          | Finale            | Gewinner/in  | Gewinner/in | „Winning Coach“ | Moderation        | Moderation  | Coaches (Reihe) | Coaches (Reihe) | Coaches (Reihe) | Coaches (Reihe) |
| Staffel | Folgen | Premiere          | Finale            | Name         | Alter       | „Winning Coach“ | Moderation        | Moderation  | 1               | 2               | 3               | 4               |
| ------- | ------ | ----------------- | ----------------- | ------------ | ----------- | --------------- | ----------------- | ----------- | --------------- | --------------- | --------------- | --------------- |
| 1       | 4      | 23. Dezember 2018 | 4. Januar 2019    | Dan Lucas    | 64          | Sasha           | Thore Schölermann | Lena Gercke | Mark            | BossHoss        | Yvonne          | Sasha           |
| 2       | 4      | 24. November 2019 | 15. Dezember 2019 | Monika Smets | 68          | Sasha           | Thore Schölermann | Lena Gercke | Michael Patrick | BossHoss        | Yvonne          | Sasha           |

### Erste Staffel (2018–2019)
Die erste Staffel wurde vom 23. Dezember 2018 bis 4. Januar 2019 ausgestrahlt. Zur Jury gehörten der Sänger Mark Forster, das Duo Alec Völkel und Sascha Vollmer von der Band The BossHoss, die Sängerin und Schauspielerin Yvonne Catterfeld und der Sänger Sasha. Gewinner wurde Dan Lucas.
| Kandidat        | Ergebnis      | Coach(es)         |
| --------------- | ------------- | ----------------- |
| Dan Lucas       | Gewinner      | Sasha             |
| Fritz Bliesener | Zweiter Platz | Yvonne Catterfeld |
| Joerg Kemp      | Dritter Platz | Mark Forster      |
| Willi Stein     | Vierter Platz | The BossHoss      |

### Zweite Staffel (2019)
In dieser Staffel wurde Mark Forster durch Michael Patrick Kelly ersetzt. Sasha, Yvonne Catterfeld sowie Alec Völkel und Sascha Vollmer von The BossHoss sind weiter dabei. Auch die Doppelmoderation mit Thore Schölermann und Lena Gercke blieb bestehen. Die Staffel startete am 24. November 2019 und endete am 15. Dezember 2019. Gewinnerin wurde Monika Smets.
| Kandidat              | Ergebnis      | Coach(es)             |
| --------------------- | ------------- | --------------------- |
| Monika Smets          | Gewinnerin    | Sasha                 |
| Dennis LeGree         | Zweiter Platz | Yvonne Catterfeld     |
| Silvia Christoph      | Zweiter Platz | Michael Patrick Kelly |
| Dieter „Monty“ Bürkle | Zweiter Platz | The BossHoss          |

## Mitwirkende

### Coaches
| Staffel | Coaches | Coaches           | Coaches      | Coaches               |
| ------- | ------- | ----------------- | ------------ | --------------------- |
| 1       | Sasha   | Yvonne Catterfeld | The BossHoss | Mark Forster          |
| 2       | Sasha   | Yvonne Catterfeld | The BossHoss | Michael Patrick Kelly |

### Moderatoren
| Staffel | Moderatoren       | Moderatoren |
| ------- | ----------------- | ----------- |
| 1       | Thore Schölermann | Lena Gercke |
| 2       | Thore Schölermann | Lena Gercke |

## Internationale Versionen
Die Produktionsfirma Talpa Media Holding verkündete im Oktober 2017, dass für The Voice of Holland neben der Kinderversion The Voice Kids ein zusätzliches ähnliches Format für ältere Bewerber mit dem Titel The Voice Senior geplant sei, das im August 2018 vom niederländischen Sender RTL 4 ausgestrahlt werde. Mit dem dritten Ableger der Castingshow The Voice in den Niederlanden, bei dem die Kandidaten mindestens 65 Jahre alt sein müssen, will man alle drei Generationen der Zuschauer zielgerecht erreichen.
Kurz darauf erfolgten auch in anderen europäischen Ländern Ankündigungen, dass die landeseigenen The Voice-Shows Versionen mit dem Titel The Voice Senior bekommen werden, das Mindestalter wurde dort jedoch auf 60 Jahre festgelegt. Im Dezember 2017 wurde in Deutschland die neue Sendung vorgestellt, weitere Ankündigungen erfolgten in Russland, Großbritannien, Belgien und Spanien.